# Beneath the Leaves
Beneath the Leaves è un film del 2019 scritto e diretto da Adam Marino. 

## Trama
Il detective Brian Larson deve arrestare James Whitley, uno psicopatico che in passato ha vittimizzato lui e altri tre ragazzi da bambini. I quattro ragazzi riuscirono a scappare e Whitley venne arrestato. Vent'anni dopo, a causa di un incendio, Whitley evade di prigione e decide di portare a termine il suo obbiettivo: uccidere i quattro ragazzi. Il detective Larson, una delle tante vittime di Whitley, viene rimosso dal caso e ad occuparsi della vicenda è la sua collega Erica Shotwell.

## Distribuzione
Il film è uscito l'8 febbraio 2019 su Netflix.

## Accoglienza
Su Rotten Tomatoes, Beneath the Leaves ha un indice di approvazione del 20% basato su cinque recensioni, con una valutazione media di 4,9/10.